# Makkarasaari (ö i Norra Österbotten)
Makkarasaari är en ö i Finland. Den ligger i sjön Pelkosjärvi och i kommunen Pyhäjoki i den ekonomiska regionen  Brahestads ekonomiska region  och landskapet Norra Österbotten, i den centrala delen av landet, 500 km norr om huvudstaden Helsingfors. Öns area är 0,3 hektar och dess största längd är 70 meter i öst-västlig riktning.